# Xu Gang
Xu Gang (chinesisch 徐刚, Pinyin Xú Gāng, * 28. Januar 1984 in Shanghai) ist ein chinesischer Radrennfahrer.

## Karriere
Xu begann seine Karriere 2005 bei dem chinesischen Marco Polo Cycling Team. In seinem ersten Jahr dort wurde er Etappendritter bei der Tour of South China Sea und wurde auch Dritter in der Gesamtwertung. Im nächsten Jahr fuhr er für die niederländisch-japanische Mannschaft Skil-Shimano und später als Stagiaire für das italienische ProTour-Team Lampre-Fondital. 2007 fuhr Gang Xu für das Continental Team Hong Kong Pro Cycling, wo er chinesischer Meister im Straßenrennen wurde. 2009 und 2012 wurde er wiederum chinesischer Straßenmeister. 2014 bis 2016 fuhr er für Lampre-Merida.

## Erfolge
2007
- Chinesischer Meister – Straßenrennen

2008
- Gesamtwertung Tour of South China Sea

2009
- Chinesischer Meister – Straßenrennen

2011
- eine Etappe Tour de Korea

2012
- Chinesischer Meister – Straßenrennen

## Teams
- 2005 Marco Polo Cycling Team
- 2006 Skil-Shimano
- 2006 Lampre-Fondital (Stagiaire)
- 2007 Hong Kong Pro Cycling

- 2009 MAX Success Sports
- 2010 Champion System-MAX Success Sports
- 2011 MAX Success Sports
- 2012 Champion System
- 2013 Champion System
- 2014 Lampre-Merida
- 2015 Lampre-Merida
- 2016 Lampre-Merida